# 니시가이 나오코
니시가이 나오코(일본어: 西貝 尚子, 1969년 1월 22일 ~ )는 일본의 은퇴한 여자 축구 선수이다.

## 국가대표팀 경력
그녀는 1999년 5월 2일 미국과의 경기에서 일본 국가대표팀에 데뷔했다. 1999년 FIFA 여자 월드컵에도 출전했다. 그녀는 국제 A매치 2경기에 출전했다.

## 통계
| 일본 | 일본 | 일본 |
| 연도 | 출전 | 득점 |
| ---- | ---- | ---- |
| 1999 | 2    | 0    |
| 통산 | 2    | 0    |